# Max Ellen
Max Ellen (* 19. August 1926 in Hamburg; † 9. September 2014) war ein deutschamerikanischer Geiger, der in der New Yorker Musikindustrie als Studiomusiker an zahlreichen Produktionen im Bereich der Pop-, Fusion- und Jazz-Musik mitwirkte.

## Leben
Ellen stammte aus einer Hamburger Schauspielerfamilie. Er war Schüler bei Henry Drobachevsky, Orchesterleiter des Luxembourg Orchestra, der im Holocaust ermordet wurde. Ellen überlebte den Holocaust und kam als Flüchtling am 3. Dezember 1941 in einem Lager in New York an. Nach Einberufung und Ableistung des Militärdienstes im Zweiten Weltkrieg begann er eine Karriere als Geiger. Zunächst spielte er im Jiddischen Musiktheater bei Ida Kaminska, in den Clubs Chez Vito und Copacabana; außerdem spielte er in klassischen Streichquartetten und Orchestern. Am New Yorker Broadway wirkte er in den Shows Sweet Charity (mit Gwen Verdon) und im New American Orchestra mit Jack Elliott mit.
Außerdem war Ellen als häufig angefragter Sessionmusiker an zahlreichen Plattenaufnahmen im New Yorker Studiobetrieb tätig, unter anderem für Plattenaufnahmen von Judy Garland, Ella Fitzgerald, Sarah Vaughan, Frank Sinatra, Nat King Cole, James Brown, Roberta Flack, Patti Austin, Randy Newman und Blood, Sweat & Tears. Ellen arbeitete auch mit Rudy Van Gelder bei dessen Produktionen für das Label CTI Records von Musikern wie George Benson, Hank Crawford, Eumir Deodato (Prelude), Freddie Hubbard, Milt Jackson, Bob James, Hubert Laws oder Grover Washington, Jr. Allein im Bereich des Jazz und Fusion war er zwischen 1972 und 1997 an 107 Aufnahmesessions beteiligt. Ferner arbeitete er als Arrangeur für die Popband Vanity Fare, für Fernsehwerbung und wirkte an den Aufnahmen von Harry Nilsson mit, die in Asphalt-Cowboy (1969) verwendet wurden.